# ماري كروس
ماري كروس (بالإنجليزية: Mary Cross)‏ هي كاتِبة أمريكية، ولدت في 1934.